# The Bedroom Diaries
The Bedroom Diaries trata-se de um série de televisão exibido pela Mtv Uk, e posteriormente na nossa Mtv nacional. 
Originalmente criado no Reino Unido o seriado aborda a vida privada de adolescentes de tal nacionalidade, e seus problemas mais comuns, como por exemplo: convivência social, aceitação, sexo, romances, religiões e frustrações diversas; que assolam a vida destes. O programa teve um aceitação positiva no país de origem e logo foi exportado para a filial brasileira da Mtv.A série conta com nove episódios, cada um desses trata de um adolescente em geral, seus problemas e angústias. O jovem conta com uma câmera e seis semanas para tentar reparar ou amenizar esses problemas anteriormente citados. Dai desencadeia-se a linha de história.
Os jovens que protagonizam a trama são: Fred, Katty, Davey, David, Hannah, Will, Jamal, Junior e Beccy.